# Takaji Matsui
Pour les articles homonymes, voir Matsui.
 (avril 2017).
Si vous disposez d'ouvrages ou d'articles de référence ou si vous connaissez des sites web de qualité traitant du thème abordé ici, merci de compléter l'article en donnant les références utiles à sa vérifiabilité et en les liant à la section « Notes et références ».
Takaji Matsui (1925-2014) est un biologiste japonais.
Takaji Matsui et Masafumi Matsui ont publié ensemble "New Brown Frog (Genus Rana) from Honshu, Japan".

## Quelques espèces identifiées
- Rana sakuraii T. Matsui et M. Matsui, 1990
- Gekko yakuensis Matsui & Okada, 1968